# قضیه کوییلن–سوسلین
قضیه کوییلن-سوسلین (به انگلیسی: Quillen–Suslin theorem) یا حدس سر درباره مدول‌های تصویری اشاره به سوالی دارد که ژان پیر سر در مقاله «بافه‌های جبری منسجم » درباره مدول‌های تصویری پرسید. «نمی‌دانیم که آیا مدول متناهیاً تولید شده ی تصویری روی حلقه چندجمله‌ای‌ها وجود دارد که آزاد نباشد.» او در آنجا نشان داد که این سؤال معادل این است که بپرسیم آیا کلاف برداری جبری روی فضای مستوی وجود دارد که بدیهی نباشد و آن را در بحثی در قالب نظریه بافه ها در هندسه جبری مطرح کرد. جواب منفی به سؤال بالا با وجود مخالفت سر با این نامگذاری به حدس سر معروف شد و در سال ۱۹۷۶ توسط کوییلن و سوسلین به طور مستقل ثابت شد و به این خاطر به قضیه کوییلن- سوسلین نیز معروف است.